# دينيس نيفيل
دينيس نيفيل (بالإنجليزية: Denis Neville)‏ (و. 1915 – 1995 م) هو لاعب كرة قدم، ومدرب كرة قدم، من المملكة المتحدة، ولد في نورثامبتون، توفي في روتردام، عن عمر يناهز 80 عاماً.